# خان خرانق
خان خرانق (بالفارسية: کاروانسرای خرانق) هو خان تاريخي يعود إلى عصر القاجاريون، ويقع في خرانق.